# Indigofera paraoxalidea
Indigofera paraoxalidea är en ärtväxtart som beskrevs av Antonio Rocha da Torre. Indigofera paraoxalidea ingår i släktet indigosläktet, och familjen ärtväxter. Inga underarter finns listade i Catalogue of Life.